# جوهانس إيكوف
جوهانس إيكوف (بالنرويجية البوكمول: Johannes Eckhoff)‏ هو ممثل نرويجي، ولد في 26 أبريل 1919 في أوسلو في النرويج، وتوفي في 26 أكتوبر 2007 في إسبانيا. من الجوائز التي نالها King's Medal of Merit ‏.

## جوائز
- King's Medal of Merit [الإنجليزية]‏

## وصلات خارجية
- جوهانس إيكوف على موقع IMDb (الإنجليزية)
- جوهانس إيكوف على موقع قاعدة بيانات الأفلام السويدية (السويدية)
- جوهانس إيكوف على موقع قاعدة بيانات الفيلم (الإنجليزية)